# إدارة ريتاليوليو
إدارة ريتاليوليو (بالإنجليزية: Retalhuleu Department)‏ هي إداراة في غواتيمالا، تتبع غواتيمالا، بلغ عدد سكانها 318319 نسمة، في 2003، عاصمتها قسم ريتالهوليو، تبلغ مساحتها 1856 كيلومتر مربع.